# پاندورانگادو
پاندورانگادو (به انگلیسی: Pandurangadu) فیلمی محصول سال ۲۰۰۸ و به کارگردانی کی. راگاوندرا رائو است. در این فیلم بازیگرانی همچون نانداموری بالاکریشنا، سنها، تابو، مگنا نایدو، موهان بابو و کاسیناتونی ویسوانت ایفای نقش کرده‌اند.